# Flandern-Rundfahrt 1973
Die Flandern-Rundfahrt 1973 war die 57. Austragung der Flandern-Rundfahrt, eines eintägigen Straßenradrennens. Es wurde am 1. April 1973 über eine Distanz von 260 km ausgetragen.
Das Rennen wurde von Eric Leman vor Freddy Maertens und Eddy Merckx gewonnen.

## Teilnehmende Mannschaften
| Profi-Radsportteams (14)- Peugeot-BP-Michelin - Flandria-Carpenter-Shimano - Molteni - Rokado-De Gribaldy - Gitane-Frigécrème - Watney-Maes Pils - Brooklyn - Gan-Mercier-Hutchinson - Sonolor - IJsboerke-Bertin - Bic - Hertekamp - Novy-Romy Pils-Total - Goldor-Hercka |
| |

## Ergebnis
|    | Fahrer              | Team                       | Zeit       |
| -- | ------------------- | -------------------------- | ---------- |
| 1  | Eric Leman          | Peugeot-BP-Michelin        | 6h 17' 00" |
| 2  | Freddy Maertens     | Flandria-Shimano-Carpenter | gl. Zeit   |
| 3  | Eddy Merckx         | Molteni                    | gl. Zeit   |
| 4  | Willy De Geest      | Rokado                     | gl. Zeit   |
| 5  | Joop Zoetemelk      | Gitane-Frigécrème          | + 45"      |
| 6  | Walter Godefroot    | Flandria-Shimano-Carpenter | + 51"      |
| 7  | Frans Verbeeck      | Watney-Maes                | gl. Zeit   |
| 8  | Herman Van Springel | Rokado                     | gl. Zeit   |
| 9  | Patrick Sercu       | Brooklyn                   | gl. Zeit   |
| 10 | Willy In ’t Ven     | Molteni                    | + 1' 23"   |